# Iguanodontoidea
De Iguanodontoidea zijn een groep euornithopode dinosauriërs.
De Amerikaanse paleontoloog Edward Drinker Cope benoemde impliciet een superfamilie Iguanodontoidea toen hij in 1869 de familie Iguanodontidae benoemde. De eerste die de naam echt gebruikte was Hay in 1902. Al in 1853 had Gervais echter, zij het in het Frans, een superfamilie Iguanodontoides gebruikt. Echt in de wetenschappelijke literatuur gebruikte "spellingsvarianten" (in feite vergissingen) zijn onder andere Iguanodontidea (Gilmore) en Iguanodontidae (Hay zelf in 1930).
Paul Sereno was in 1986 de eerste die de naam gebruikte in een kladogram, maar als hyperfamilie die een superfamilie Hadrosauroidea omvatte, samen met de Iguanodontidae. In 1997 verving Sereno Iguanodontoidea door de materieel overeenkomende klade Hadrosauriformes, omdat hij het niet zo fraai vond om op twee niveaus dezelfde uitgang te gebruiken.
David Norman gebruikte de term in 2002 echter opnieuw en gaf het de, zoals wij nu weten materieel vermoedelijk afwijkende, definitie: Iguanodon en alle Iguanodontia nauwer verwant aan Edmontosaurus dan aan Camptosaurus. Sereno beschouwt dit gebruik als overbodig; het heeft inderdaad weinig navolging gevonden.